# Diathrausta leucographa
Diathrausta leucographa là một loài bướm đêm trong họ Crambidae.